# Thyellisca pulchra
Thyellisca pulchra is een tweekleppigensoort uit de familie van de Semelidae. De wetenschappelijke naam van de soort is voor het eerst geldig gepubliceerd in 1866 door H. Adams.